# Maledetti amici miei
(Sergio Rubini)
Maledetti amici miei è stato un programma televisivo italiano comico-satirico condotto da Giovanni Veronesi, Rocco Papaleo, Sergio Rubini e Alessandro Haber con la partecipazione di Max Tortora e Margherita Buy e trasmesso da Rai 2 in prima serata il giovedì dal 3 ottobre 2019 per sette puntate. Di queste sette, le ultime due sono state spostate al lunedì, sempre in prima serata, dal 2 al 9 dicembre.

## Il programma
Dopo i cinquant'anni quattro grandi amici, Alessandro Haber, Rocco Papaleo, Sergio Rubini e Giovanni Veronesi, decidono di vuotare una volta per tutte il sacco e dirsi finalmente tutta la verità dopo tanti anni. Per fare ciò si riuniscono sul tetto di un palazzo di periferia, dando vita ad un insolito e irriverente show televisivo dove l'anima principale è il racconto. Uno show che non prevede copioni, poiché ad ognuno di loro quattro basta una sola parola per capire esattamente cosa sta per raccontare l'altro. In ogni puntata è prevista la presenza di alcuni ospiti, pronti a sottoporsi all'irriverenza dei padroni di casa. Completano il cast di amici il comico e attore Max Tortora, che presenta la fiction-parodia dello show, Il delitto della contessa Butterfly, con protagonista il controverso detective Sergio Appizzo, e Margherita Buy nei panni della "maestra di ansia", pronta ad offrire ogni puntata riflessioni e pensieri su un particolare stato d'animo. 
Dalla seconda puntata in poi, Valeria Solarino legge sul finale di serata un testo ogni volta diverso sull'amicizia scritto per l'occasione da uno scrittore di fama nazionale e internazionale. 

### Musica
La band del programma, capitanata e diretta dallo stesso Papaleo e denominata ''Famiglia Papaleo'', è composta principalmente da Roberto Dell’Era (basso chitarra e voce), Federico Poggipollini (chitarra e voce), Beppe Scardino (sax e flauto), Simona Norato (piano, chitarra e voce), Valeria Sturba (theremin, violino, sinth e voce) e Sergio Carnevale (batteria e voce). Max Tortora è accompagnato al pianoforte dal Maestro Stefano Scartocci. 
La sigla di apertura è costituita ogni settimana da una diversa canzone proveniente dal vasto repertorio di Paolo Conte (sia come autore che come interprete), da lui eseguita assieme alla sua band, mentre la sigla di chiusura, mostrata ogni volta nei titoli di coda dello show, è Maledetti amici miei, un brano inedito composto da Giuliano Sangiorgi per l'occasione dello show.

## Edizioni
| Edizioni | Periodo        | Periodo         | Puntate | Conduzione | Regia               | Studio di messa in onda                        |
| Edizioni | Inizio         | Fine            | Puntate | Conduzione | Regia               | Studio di messa in onda                        |
| -------- | -------------- | --------------- | ------- | --- | ------------------- | ---------------------------------------------- |
| 1ª       | 3 ottobre 2019 | 9 dicembre 2019 | 7       | Giovanni Veronesi, Rocco Papaleo, Sergio Rubini, Alessandro Haber, con partecipazione di Margherita Buy e Max Tortora | Cristiano D'Alisera | Studio 5 degli studi televisivi Voxson di Roma |

## Puntate
| Puntata | Messa in onda   | Ospiti | Sigla di apertura                         | Telespettatori | Share |
| ------- | --------------- | --- | ----------------------------------------- | -------------- | ----- |
| 1       | 3 ottobre 2019  | Giuliano Sangiorgi, Carlo Verdone, Ekaterina Malikova (attrice di Italians) | Azzurro (Adriano Celentano)               | 903.000        | 4,4%  |
| 2       | 10 ottobre 2019 | Monica Bellucci, Nina Zilli, Fiorello (in videomessaggio) | Via con me (Paolo Conte)                  | 907.000        | 4,1%  |
| 3       | 17 ottobre 2019 | Massimo Ceccherini, Leonardo Pieraccioni, Carlo Conti (in videomessaggio), Pilar Fogliati, Daniele Silvestri, Musica da Ripostiglio, Kumash                                            | Messico e nuvole (Enzo Jannacci)          | 876.000        | 4,4%  |
| 4       | 24 ottobre 2019 | Renzo Arbore e Stefano Bollani, Maurizio Costanzo (in videomessaggio), Andrea Bernardo, Pilar Fogliati (nei panni di Donatella Finocchiaro), Ubaldo Pantani (nei panni di Lapo Elkann) | Sotto le stelle del jazz (Paolo Conte)    | 747.000        | 3,6%  |
| 5       | 31 ottobre 2019 | Ilaria D'Amico, Levante, Brunori Sas, Diego Abatantuono, Denny Méndez, Ubaldo Pantani (nei panni di Massimo Giletti)                                                                   | Aguaplano (Paolo Conte)                   | 719.000        | 3,7%  |
| 6       | 2 dicembre 2019 | Gino Paoli, Dori Ghezzi, Vittorio Cecchi Gori, Massimo Ceccherini, Mara Venier, Adriano Panatta, Ubaldo Pantani (nei panni di Mario Giordano)                                          | Genova per noi (Bruno Lauzi)              | 771.000        | 3,7%  |
| 7       | 9 dicembre 2019 | Nino Frassica, Vinicio Capossela, Ubaldo Pantani, Ornella Muti, Giuliano Sangiorgi | Maledetti amici miei (Giuliano Sangiorgi) | 725.000        | 3,6%  |
| Media   | Media           | Media | Media                                     | 807.000        | 3,93% |